# NGC 4990
NGC 4990 is een lensvormig sterrenstelsel in het sterrenbeeld Maagd. Het hemelobject werd op 23 maart 1865 ontdekt door de Duits-Deense astronoom Heinrich Louis d'Arrest.

## Synoniemen
- MCG -1-34-4
- MK 1344
- IRAS13067-0500
- PGC 45608